# Gasparo Cairano
Gasparo Cairano, también conocido como Gasparo da Cairano, de Cayrano, da Milano, Coirano, y otras variaciones (nacido en Milán o Pieve del Cairo o Cairate, antes de 1489 – Brescia, muerto antes 1517), fue un escultor italiano del Renacimiento .
El artista surgió en 1489 como parte del mundo cultural de Milán, iniciando una exitosa carrera que le convirtió en un destacado exponente de la escultura renacentista en Brescia, distinguiéndose con obras de importancia cultural como su ciclo de los Césares para el palacio de la Logia de Brescia, así como el Mausoleo de Martinengo. Introdujo un gusto clásico potente y muy expresivo, frente al refinado decorativismo existente hasta entonces. Durante la primera década del siglo XVI, Gasparo supo conquistar a clientes públicos y privados que buscaban traducir en piedra su orgullo por su supuesta ascendencia histórica de la antigua Roma.
Tras su muerte, la reputación de Gasparo cayó en el olvido a causa de una crítica profana desfavorable. Su compleja personalidad artística y su catálogo de obras sólo se reconstruyeron a partir de finales del siglo XX, gracias a estudios críticos específicos que han permitido por primera vez un análisis profundo y el redescubrimiento de sus obras.

## Biografía

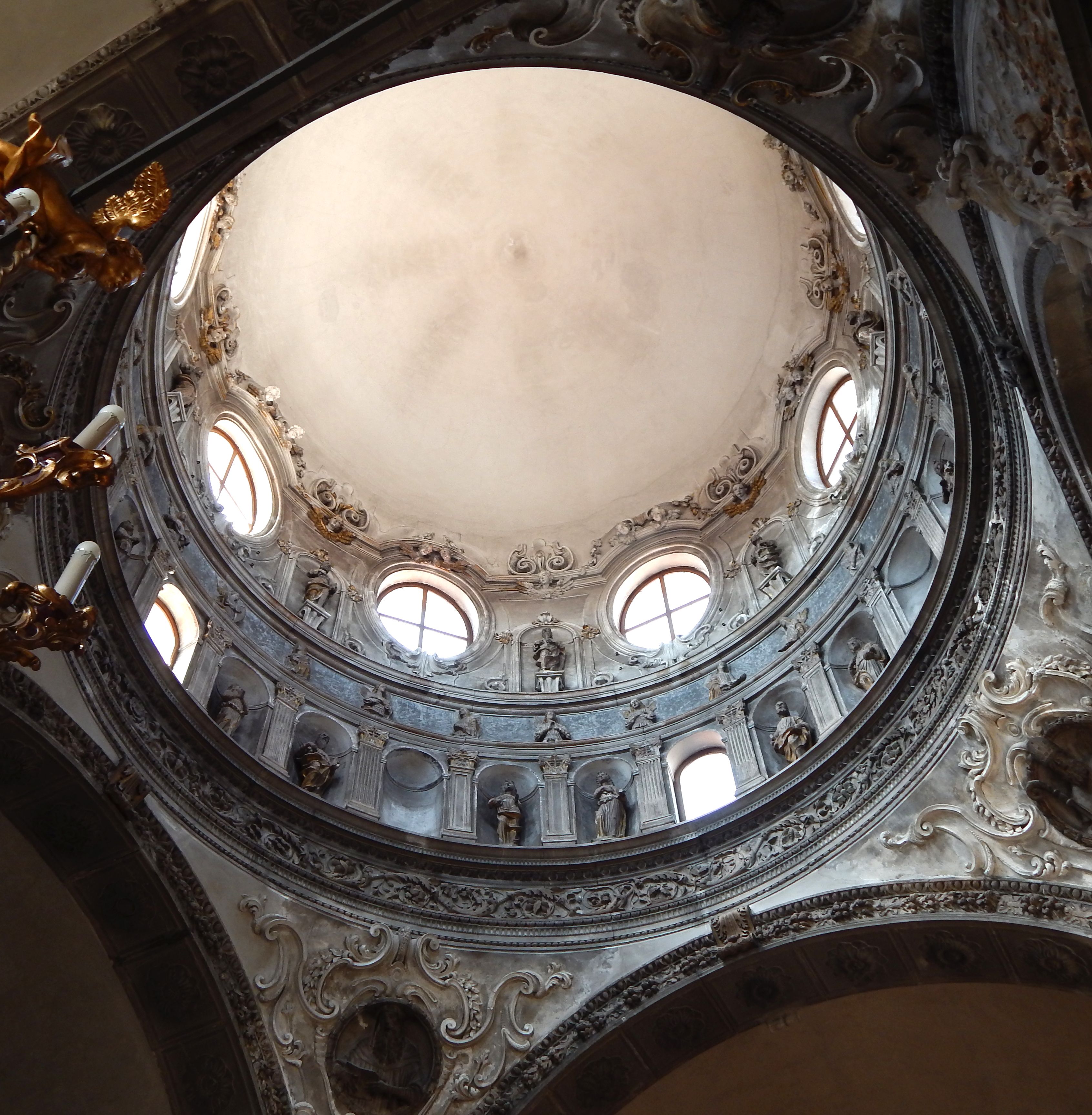
La cúpula de la iglesia de Santa Maria dei Miracoli con su ciclo de los Apóstoles de Gasparo Cairano y algunos de los Ángeles de Antonio della Porta (1489)

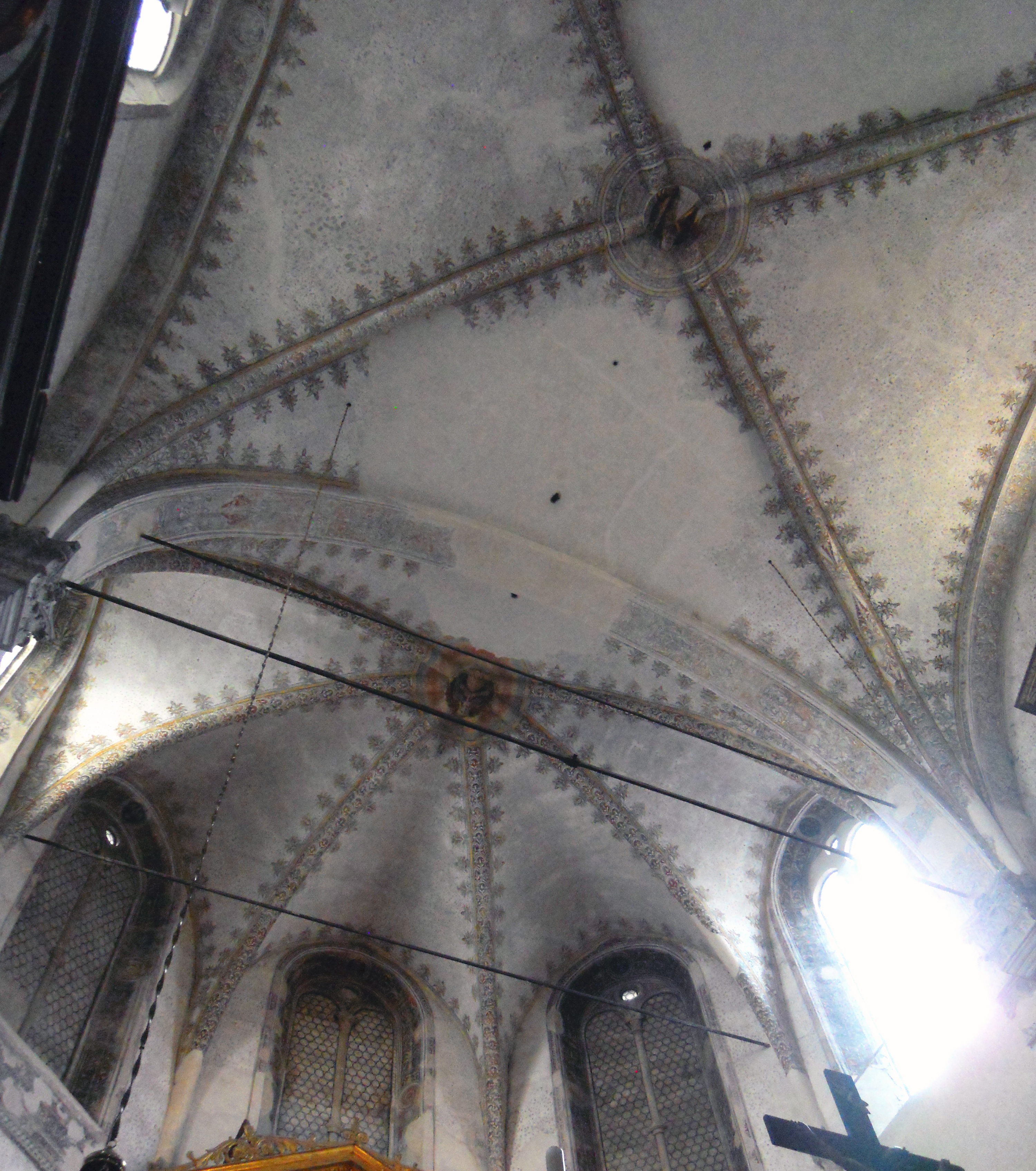
La bóveda del presbiterio del Duomo Vecchio de Brescia, con las dos claves de bóveda de Gasparo Cairano (1491)

No se sabe nada de Gasparo Cairano antes de 1489. No se ha encontrado ninguna información sobre la fecha y el lugar de su nacimiento, su educación o las circunstancias que le llevaron a Brescia. Sin embargo, el apelativo da Milano, con el que se le recuerda a menudo en las fuentes, no proporciona un dato definitivo de su origen, ya que podría referirse tanto a la ciudad como al ducado o a la diócesis. La referencia genérica, en cualquier caso, es compatible con la base cultural de su obra artística. Se pueden hacer algunas conjeturas sobre el apellido Cairano, en particular que nos lleva a Cairate, en la provincia de Varese, que hasta hoy se acorta a Caira en el dialecto local.

## Carrera

### Santa María dei Miracoli
La primera obra documentada de Cairano es del 24 de diciembre de 1489 con su encargo del ciclo de doce estatuas de los Apóstoles para ser instaladas en la primera cúpula de la iglesia de Santa Maria dei Miracoli, en Brescia. La instalación del ciclo de Cairano es contemporánea a la de los doce ángeles de Tamagnino en la parte inferior de la cúpula.
En general, todas las esculturas en piedra de Santa Maria dei Miracoli realizadas en la década siguiente al ciclo de los Apóstoles se limitaron al interior del edificio, y fueron realizadas por Cairano y sus colaboradores. Existe la posibilidad de que esta limitación fuera el resultado de un enfrentamiento entre Cairano y Tamagnino. En la época en que Cairano trabajó en sus Apóstoles, Tamagnino era el escultor mejor considerado, y su superioridad es evidente en la calidad artística y técnica de sus Ángeles, aunque sólo sea por su relativa modernidad, siguiendo el modo neoclásico de Antonio Rizzo. Es probable, por tanto, que haya habido algún apoyo local que permitiese a Cairano penetrar en el bastión de Tamagnino en Brescia, a pesar del relativo subdesarrollo del primero como artista. Por otra parte, Tamagnino sólo realizó otras cinco obras dentro de la iglesia, y se le pagó por el conjunto de su obra menos que a Cairano por sus Apóstoles. Tras esta debacle, Tamagnino abandonó el lugar de la iglesia y Brescia, y sólo regresó una década después.

### Las claves del antiguo Duomo
El arte y la carrera de Cairano iniciaron un rápido ascenso a raíz de otros encargos de obras en el santuario de Santa Maria dei Miracoli. El 16 de noviembre de 1491 se le pagaron dos claves para la bóveda del antiguo Duomo que se estaba construyendo bajo la égida de Bernardino da Martinengo. Cairano recibió el único encargo de esculturas figurativas en el nuevo edificio. Dos años más tarde, en 1493, Cairano comenzó a trabajar en el patio del palacio de la Loggia.
Evidentemente, hubo una explosión de compromisos y encargos superpuestos, tanto públicos como eclesiásticos, muchos de los cuales fueron más importantes que su primera obra en Santa Maria dei Miracoli. De hecho, el trabajo en esa iglesia se detuvo más o menos al mismo tiempo. El escultor volvió a él solo para trabajos ocasionales durante los años siguientes hasta finales de siglo; en general, sin embargo, el trabajo cesó hasta mediados del siglo XVI.

### Esculturas del Palazzo della Loggia
El 30 de agosto de 1493, se encargó a Cairano la decoración del exterior del Palazzo della Loggia con la entrega de capita 5 imperatorum romanum, o cinco bustos para el inicio de un ciclo de treinta Césares, que se convertiría en uno de los mejores logros de su carrera. La producción de estos bustos se remonta, en general, a una reelaboración contemporánea de retratos antiguos. En los bustos más antiguos, es decir, los que dan a la plaza, hay similitudes con la imagen de Bartolomeo Colleoni en el memorial de Andrea del Verrocchio en Venecia, con una evocación de una efigie de Antonino Pío y un retrato de Nerón, todas las imágenes famosas en ese momento y aquí revividas en tres dimensiones.
Aquí se aprecia un considerable salto de calidad, en comparación con los Apóstoles de la iglesia de Santa Maria dei Miracoli que habían sido tallados apenas unos años antes. El ciclo de los Césares no sólo es considerablemente más grande en tamaño, sino que también supone una notable mejora cualitativa respecto a la producción anterior. La presencia de estos Césares en la fachada de la Logia de Brescia es el testimonio de un salto arquitectónico y figurativo, una expresión plena del arte clásico que ha escalado desde los experimentos anteriores en los Miracoli. Cairano, a través de la creación del ciclo y la posterior ornamentación arquitectónica del palacio de la Loggia, se convierte en el eje de los encargos, tanto públicos como privados, de los brescianos deseosos de mostrar su ascendencia de la antigua Roma y de subirse a la ola del Renacimiento local. Alrededor de 1497, mientras continuaba con su trabajo sobre los Césares, Cairano también elaboró cinco claves para el pórtico del palacio de la Loggia, representando a Sant'Apollonio, San Faustino, San Giovita, la Justicia y la Fe. Entre 1499 y 1500, entregó dos grandes trofeos para ser colocados en el orden superior del palazzo, mientras que, entre 1493 y 1505, Cairano participó en la realización de prótomos leoninos, capiteles y candelabros y frisos para el mismo orden superior. La atención del artista a su oficio y a sus producciones es evidente, e influyó en general en todas las obras escultóricas decorativas realizadas para el palazzo de la época
La concentración de Cairano en los césares sólo se interrumpe brevemente con el regreso de Tamagnino entre 1499 y 1500. Tamagnino, probablemente basado en sus elogiadas obras en la Certosa de Pavía, recibe el encargo de seis Césares diferentes y otras esculturas. Pero en una escena artística cada vez más monopolizada por Cairano, que ha recorrido un largo camino desde su ingenua expresión de los Apóstoles, Tamagnino no consigue mucha atención y, humillado por la fría acogida, abandona Brescia, probablemente para no volver jamás.

### Los encargos privados de Brunelli y Caprioli

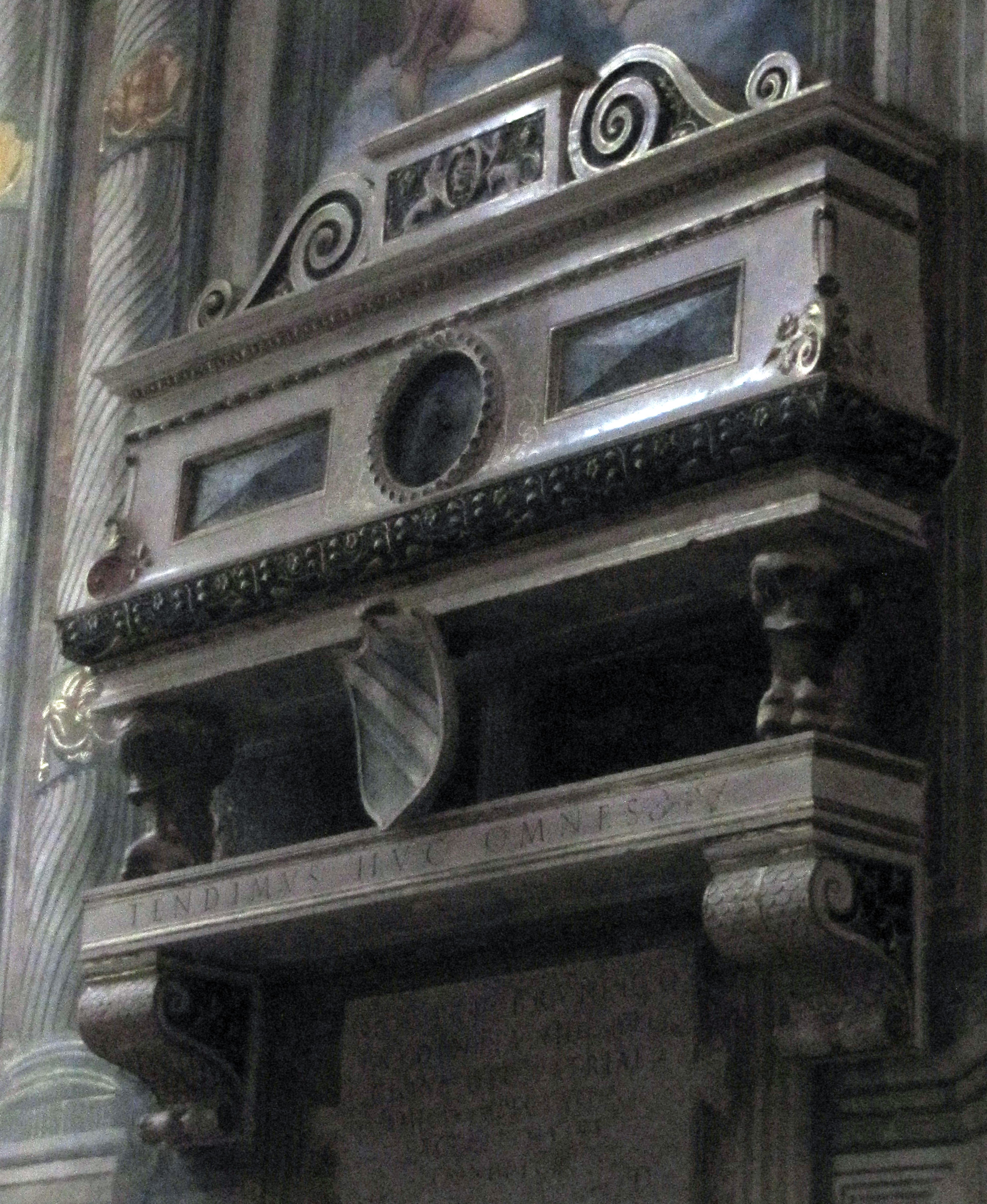
Monumento funerario de Gaspare Brunelli, 1496-1500

Habiendo ganado prestigio con las construcciones de la Logia, Cairano recibió al menos dos encargos de la nobleza de Brescia. Involucrados en la dirección de la nueva administración, sin duda eran conscientes de su capacidad. Existen documentos que se remontan a 1496 y que documentan el encargo a Cairano de la tumba de Gaspare Brunelli, que en 1500 se colocó en la capilla Brunelli de la iglesia de San Francisco. En la misma época, la familia Caprioli encargó la tumba de Luigi Caprioli para colocarla en su capilla de la iglesia de San Giorgio, probablemente junto con otras esculturas, realizadas probablemente en colaboración con el taller Sanmicheli, al que se atribuye la jamba de mármol decorada con candelabros.
El monumento de Caprioli se deshizo en el siglo XIX, por lo que sólo queda la Adoración de Caprioli. Obra maestra de Cairano, fue colocada en 1841 por Rodolfo Vantini en el altar mayor de la iglesia de San Francisco de Asís. Cairano demuestra una gran maestría técnica, no sólo en la orientación extremadamente precisa de las cajas, sino también en la elección del bloque monolítico, que, de hecho, no es estrictamente necesario para este tipo de obra. Por Bernardino Faino y Francesco Paglia y otros estudiosos de los siglos XVII y XVIII, sabemos que el relieve fue colocado por algún sistema arquitectónico. Se supone que se trata de una pieza figurativa, realizada tal vez por el mismo artista, pero que no ha sido rastreada.

### Las esculturas de San Pietro in Oliveto y San Francesco

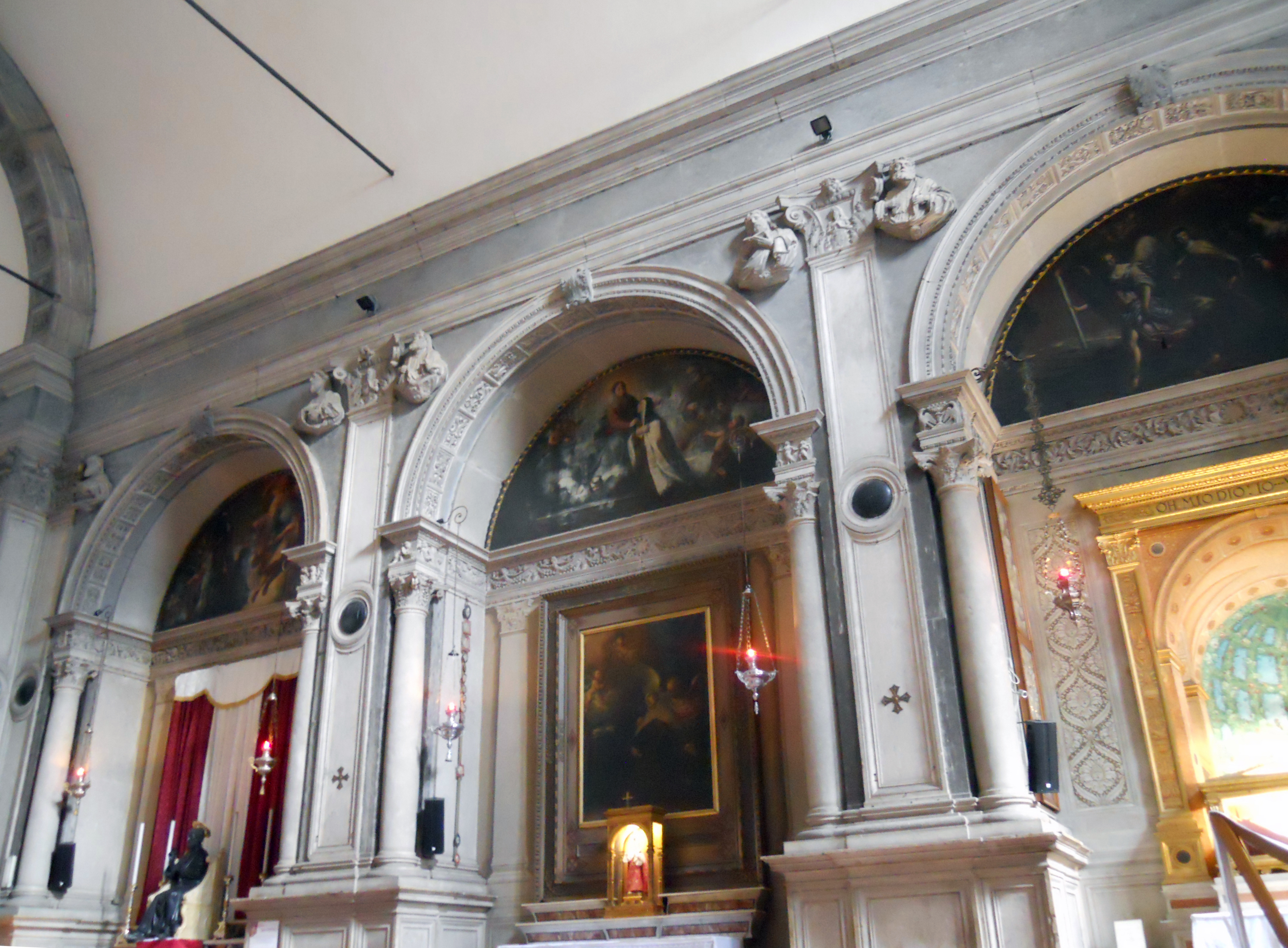
Interior de la iglesia de San Pietro in Oliveto (hacia 1507)

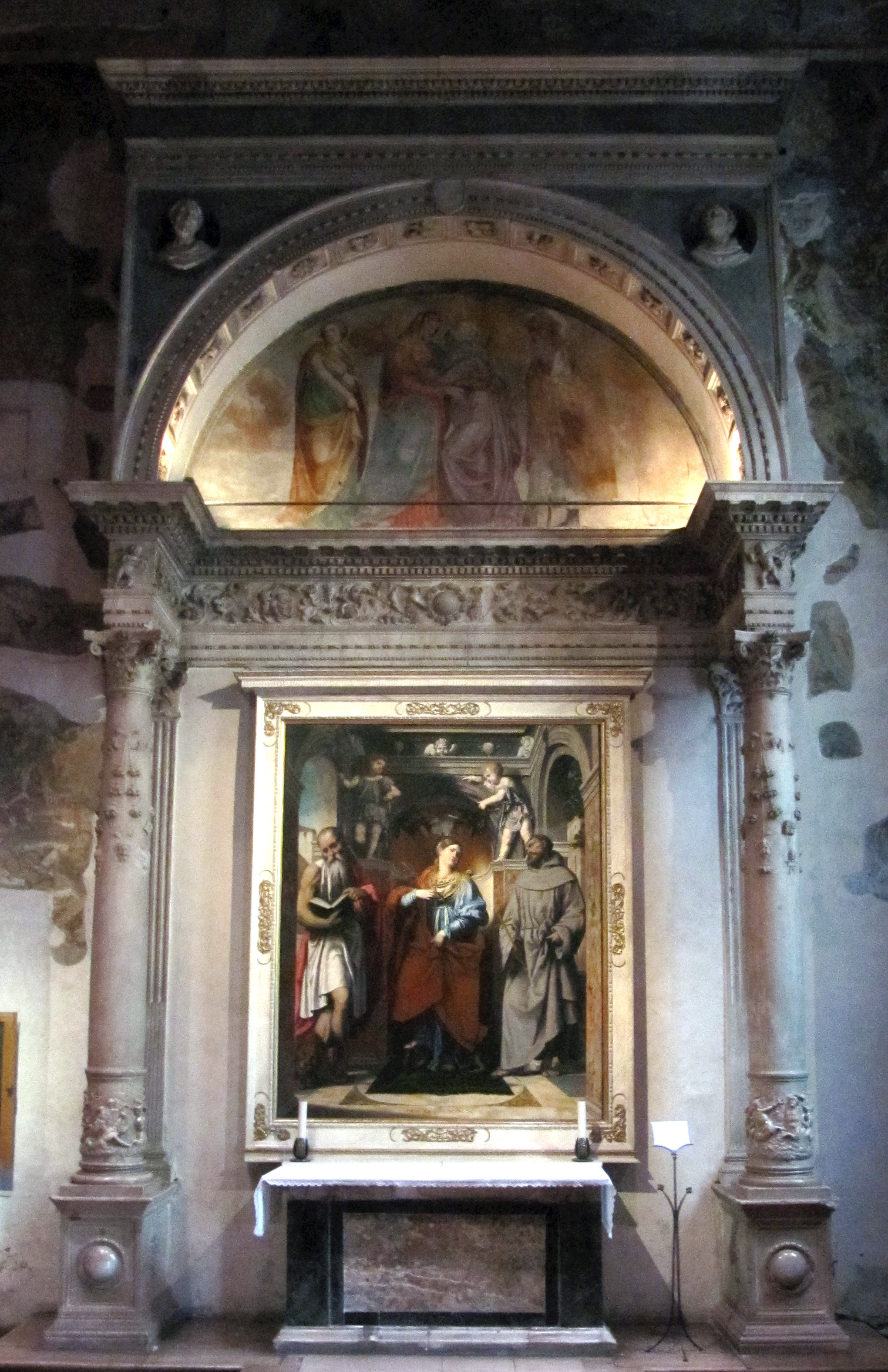
El altar de San Girolamo (hacia 1506-1510)

En 1503, Cairano realizó las últimas entregas del ciclo de César para la fachada del palacio de la Logia, y terminó el grueso de su trabajo en el lugar; no existen más registros de su presencia. Para el artista, este fue el fin de sus grandes encargos públicos, que probablemente obtuvo antes de establecer su carrera y su posterior éxito. Ahora debía reorganizar su actividad y estrechar lazos con los contactos que había hecho durante su trabajo en la Logia, incluidos los compañeros de trabajo y otros artistas de Brescia y sus alrededores, en busca de grandes encargos. Sin embargo, su camino parecía llevarle cada vez más hacia el arte sacro. En 1504, el canónigo de la basílica de San Pietro de Dom, Francisco Franzi de Orzinuovi, le legó la construcción de una capilla en la catedral. No se sabe nada más de este encargo.
Sin embargo, hacia 1507, el trabajo decorativo lapidario de Cairano en el interior de San Pietro in Oliveto se convirtió en el tercer gran logro del artista, después de los Miracoli y la Logia. Sin embargo, las partituras arquitectónicas que puntúan la secuencia del altar y la composición del conjunto no guardan relación con el estilo de Cairano. Por el contrario, son coherentes con Sanmicheli, que de hecho poseía el único taller de la ciudad capaz de realizar una obra de esta magnitud. Sin duda, los doce Apóstoles de las enjutas de los arcos de la nave son obra de Cairano: la mano del artista es inconfundible. La documentación que ha llegado hasta nosotros sobre este edificio histórico es muy escasa y fragmentaria.
A Cairano, también, se le atribuye el Altar de San Girolamo en la iglesia de San Francisco . Uno de los temas críticos de la escultura renacentista en Brescia es la falta de fuentes históricas sobre su origen. Ciertamente, el altar fue tallado después de 1506, dada su alta calidad y originalidad artística, de hecho el más alto nivel de arte en el período bresciano, y evoca varias características del trabajo anterior de Cairano en la Logia y el frente. -patio de la iglesia de San Pietro en Oliveto.

### La entrada del duomo de Salò

La entrada al Duomo de Salò (1506-1508)

La construcción de la entrada al Duomo de Salò está profusamente documentada entre 1506 y 1509. El diseño fue de Cairano, muy probablemente en colaboración con Antonio Mangiacavalli . La mano de Cairano es evidente en las figuras del Padre, San Pedro y San Juan Bautista, dejando a la Virgen a su colaborador, mientras que el Ángel de la Anunciación y dos bustos en las enjutas parecen obra conjunta. . Las partes arquitectónicas fueron realizadas por diferentes canteros según consta en los documentos relativos a los talleres, incluido el hijo de Mangiacavalli. El portal se colocó en agosto de 1508, y los adornos y otros trabajos terminaron a principios de 1509.
La obra de Salò y la documentación asociada, reconstruida a través de las numerosas facturas y pagos, atestigua la compleja relación entre Cairano y Mangiacavalli. Compartían el personal, que era dirigido por uno u otro en función de quién estuviera en la obra. Este tipo de colaboración, que ya se ha señalado en San Pietro in Oliveto, es emblemática de la actividad artística de Cairano, que se hizo cada vez más intensa y variada a medida que se sucedían los encargos públicos y privados en la primera década del siglo XVI, tras las obras del palacio Loggia. Sin embargo, la atención de Cairano no se dirigió a Salò, que visitó en contadas ocasiones, ni tampoco a San Pietro in Oliveto, dirigido principalmente por Sanmicheli, sino a dos obras de mayor importancia y resonancia: la gran escalera de la Loggia y el arco de Sant'Apollonio.

### El regreso a la Logia: la gran escalera

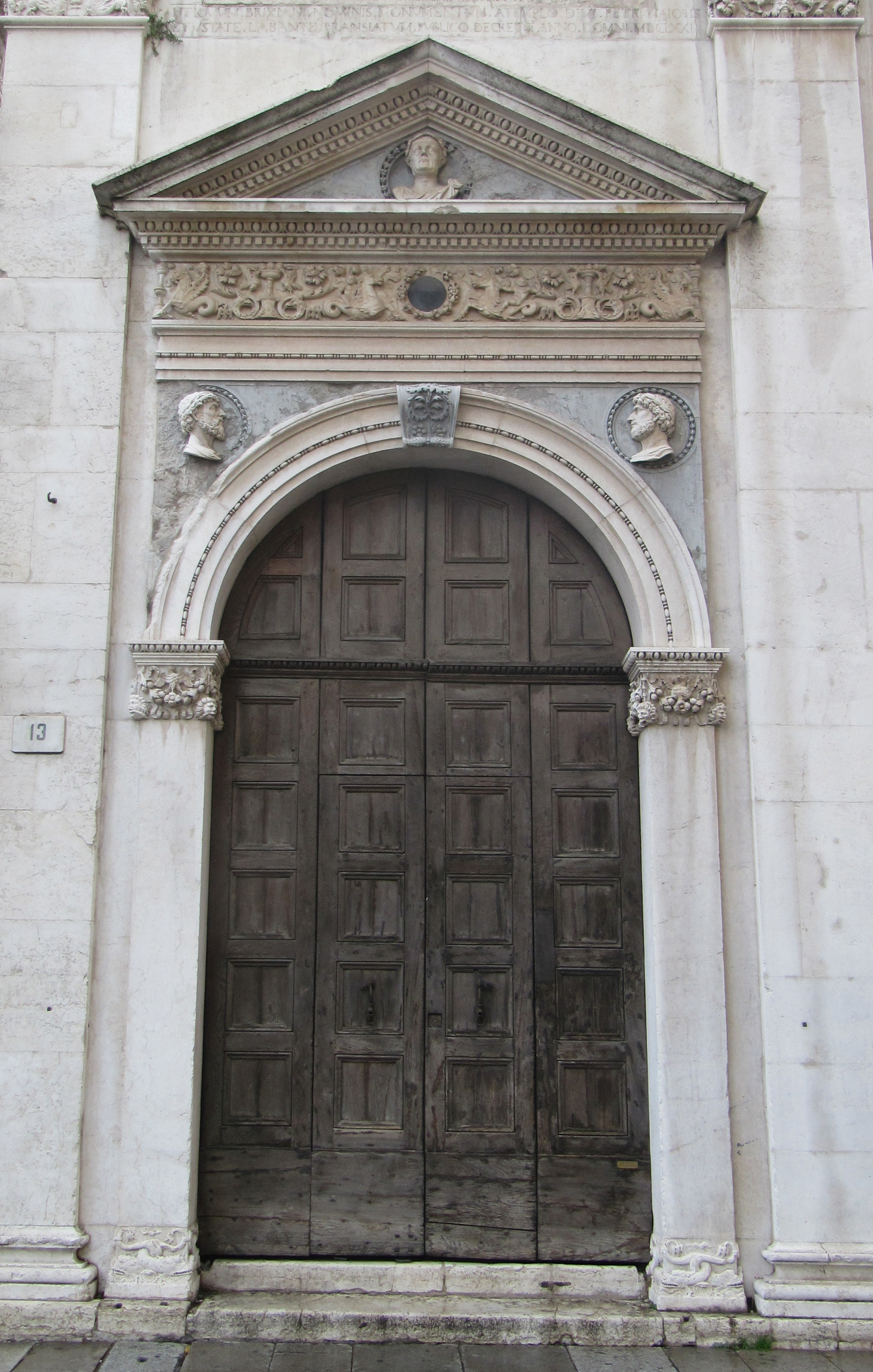
Entrada a la gran escalera del Palazzo della Loggia (1503-1508)

Hacia 1508, las obras de construcción estaban terminadas al norte de la Logia, que contenía la escalera de acceso al nivel superior del edificio público. La construcción está concebida como un cuerpo en sí mismo, separado del edificio principal por un camino y conectado a éste por un paso elevado cubierto, configuración que ha llegado intacta hasta nosotros. La contribución de Cairano, que en ese momento regresó a la Logia tras al menos cinco años de carrera estelar en otros lugares, se concreta en el portal de la planta baja del anexo y en cierta ornamentación del paso elevado..
La entrada se resuelve de manera simultáneamente elegante y excéntrica, en una sintaxis casi exuberante y libre. Los órdenes canónicos están ausentes, y la colección se concibe como una mezcla imaginativa de redistribución casi arqueológica. Por ello, la crítica no atribuye a Cairano el proyecto, que sigue siendo una invención formidable y muy representativa de la cultura anticuaria de la época. Sin embargo, es seguramente de Cairano la mano que produjo las esculturas junto con las figuras antropomórficas, los delfines y las criaturas fantásticas, el artista ya experimentó con ellas en la Logia; y una vez más, el artista insertó pequeños césares, tanto en el portal como en el paso elevado, que alcanzan el cenit poético de algunos de sus retratos de antaño

### El arca de Sant'Apollonio

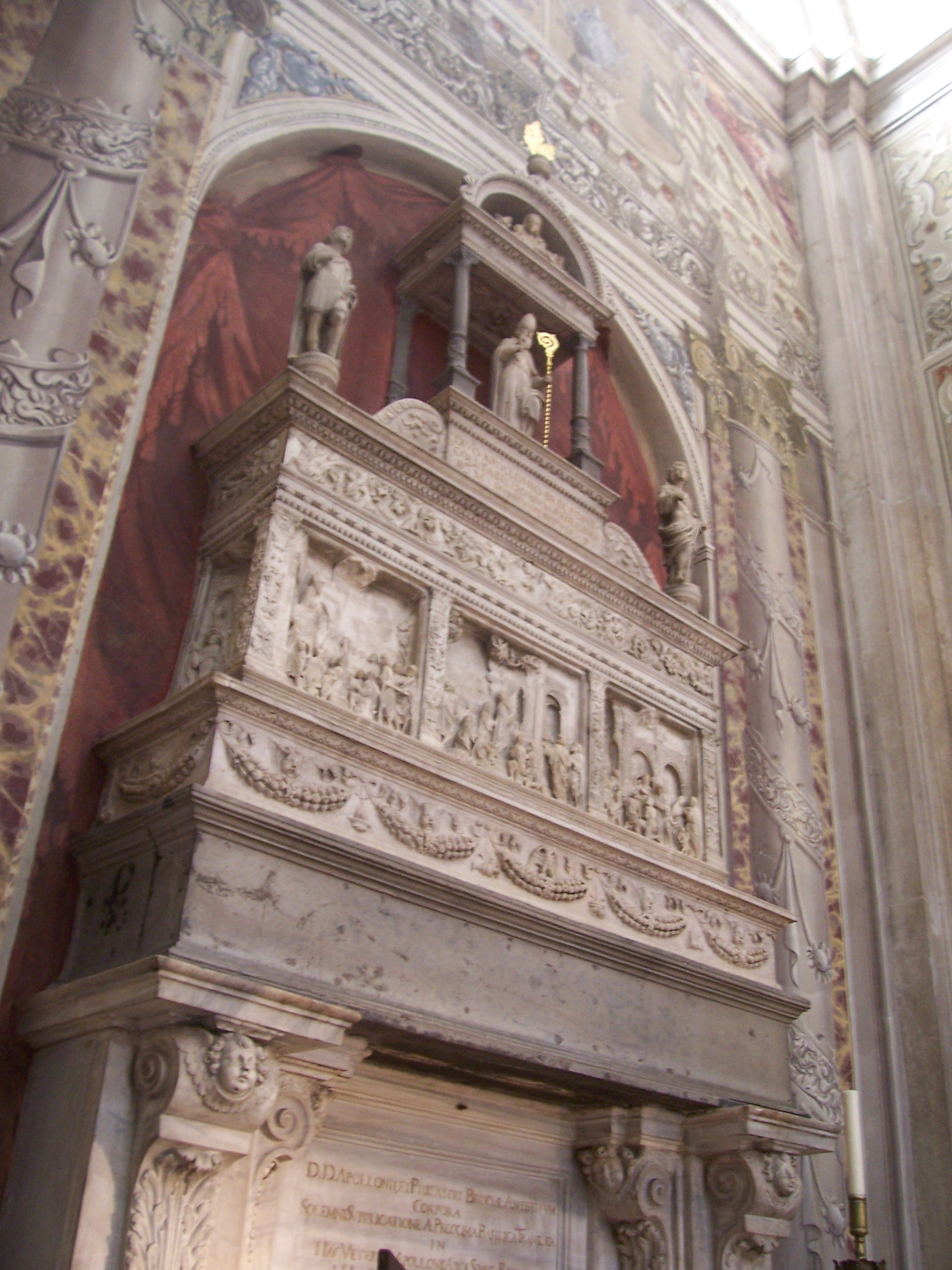
El Arca de Sant'Appollonio (1508-1510)

El 5 de enero de 1503 se descubren las reliquias de Sant'Appollonio en la basílica de San Pietro de Dom. En junio, una resolución del consejo general pidió a la cámara de notarios que financiara un nuevo arca relicario, que sin embargo no fue financiado inmediatamente.
En 1506, el Consejo emitió un perentorio recordatorio a la cámara para los fondos, y las obras probablemente comenzaron en septiembre de 1508. Las reliquias debían ser trasladadas ceremoniosamente al relicario en julio de 1510, para ese tiempo el arca debía haber sido terminada. Por lo tanto, es posible fechar la implementación del proyecto entre 1508 y 1510.
En 1505, el arca de San Tiziano, diseñada por Sanmicheli, se había colocado en la Iglesia de los Santos Cosma y Damián en Brescia. Esto había tenido una resonancia en el mundo artístico de la época y condujo a la reactivación de un taller que ya no estaba del todo de moda. Cairano se comprometió profundamente con el arca de Sant'Appollonio, que se cuenta entre sus principales obras y suplanta efectivamente al arca de Sanmicheli por su monumentalidad y ornamentación refinada. En la nueva obra, Cairano da una prueba más de sus capacidades, despuntando con fuerza en un escenario en el que no tiene igual, y respondiendo a Sanmicheli con una producción de altísima calidad.
Vito Zani señaló en 2012 que el rostro de San Faustino está inacabado; ha sido llevado a un nivel de definición cercano a la superficie de lijado. Estas partes no fueron lijadas en plano, sino que se trabajaron con un cincel directamente, ignorando así el proceso técnico canónico, y proporcionando una prueba más del virtuosismo de Gasparo Cairano en la escultura de cabezas.

### El saqueo de Brescia y después

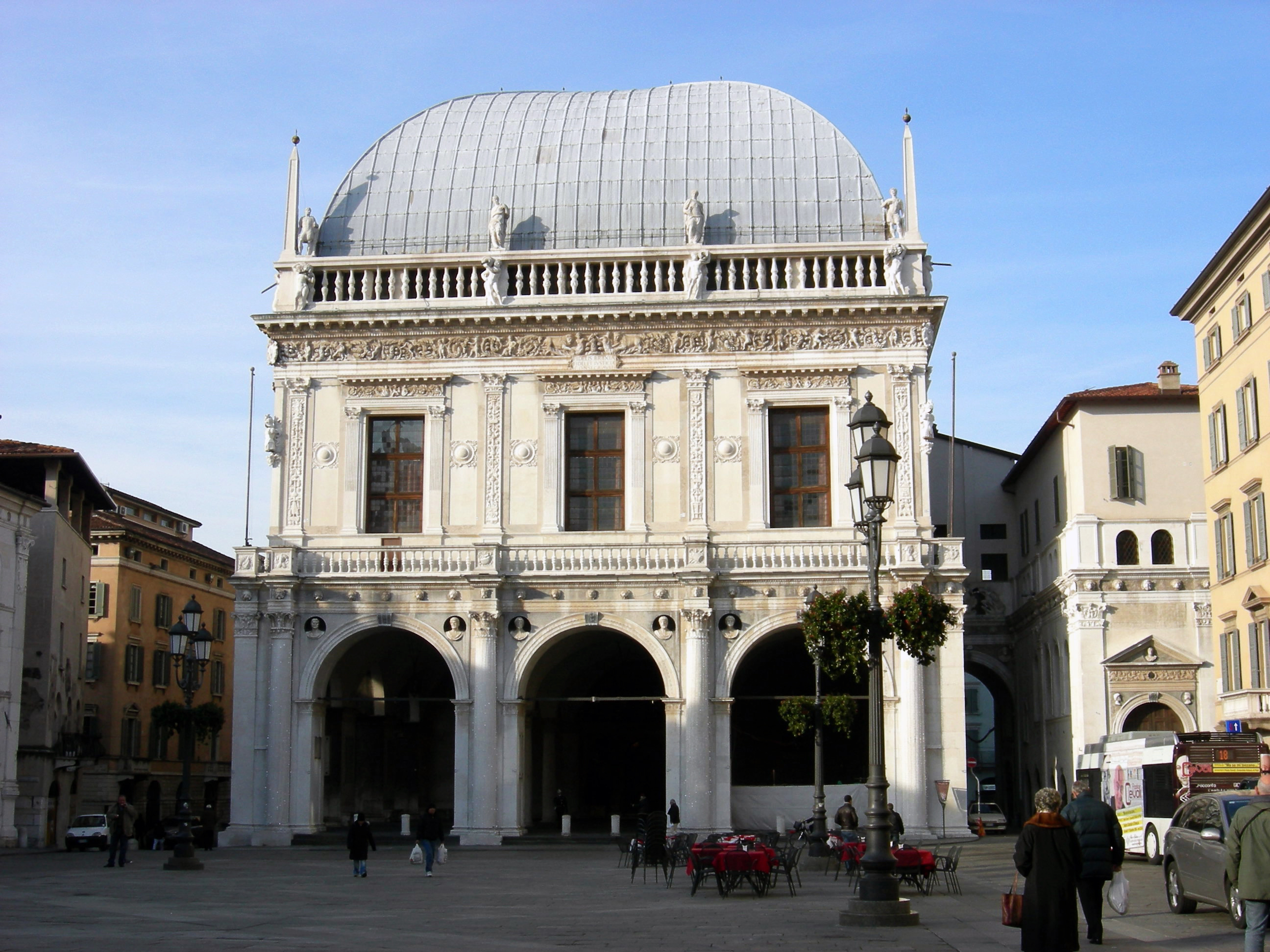
El palacio Loggia en Brescia

A finales de la primera década del siglo, el clima político en Europa era febril: había comenzado la Guerra de la Liga de Cambrai. Los franceses, bajo el mando de Gastón de Foix, duque de Nemours, habían saqueado Brescia en 1512, la ciudad quedó entonces en ruinas y el mito de Brixia magnipotens hecho añicos. Se puso fin a una época viva de humanismo y comercio, fenómeno que afectaría al resto de la península en las décadas siguientes.
Los grandes proyectos renacentistas de Brescia fueron interrumpidos por la guerra. Incluso el palacio de la Loggia, donde Cairano ya había establecido andamios para montar las figuras del segundo nivel, incluidos dos trofeos angulares, no vería reanudadas las obras hasta cincuenta años después, bajo la dirección de Ludovico Beretta. Las prioridades de la ciudad habían cambiado de la pompa artística y la recuperación cultural a las necesidades básicas y las funciones vitales.
Sin duda, este periodo de súbita y profunda decadencia afectó a Cairano, aunque sólo fuese por el fuerte descenso de los encargos. Tras una década de intensa actividad con varios proyectos superpuestos, comenzó una nueva etapa en su carrera, que queda oculta a la vista de la documentación. El último documento relevante a este respecto es el contrato para la entrada del Duomo de Chiari en 1513, mientras que el siguiente documento, de 1517, afirma que Cairano ya había muerto. Aparte de esto, hay otras obras de la época que se le atribuyen, entre ellas la compleja cuestión de la terminación del mausoleo de Martinengo.

### La entrada del duomo de Chiari y el trabajo en Parma
En 1513, Gasparem de Cayrano de Mediolano lapicida architectum et ingeniarum optima firmó el contrato para la construcción de una nueva entrada al Duomo de Chiari. El documento, una reconfirmación de una negociación anterior, muestra que el artista y el municipio habían acordado términos dos años antes, pero los planes no se habían ejecutado debido a la guerra en la zona de Brescia. El contrato preveía la realización de todo el proyecto, desde las partes arquitectónicas hasta las esculturas figurativas, incluido un grupo con la Virgen entre los santos Faustino y Giovita. Ahora faltan, por lo que es imposible evaluar la evolución del arte de Cairano después de la finalización del arca de Sant'Appollonio. El resto de la obra, además, vuelve a plantear cuestiones sobre las habilidades arquitectónicas del artista que aún no han sido respondidas.
También atribuible a Gasparo Cairano, y fechado en esta etapa, es el singular San Juan Bautista colocado en el tímpano del capitolio de la abadía homónima de Parma. La obra, indocumentada y tradicionalmente atribuida por la crítica a Antonio Ferrari d'Agrate, fue incluida en 2010 en el catálogo de las obras de Cairano por su evidente correlación con el arte maduro del artista. Esta difusión del alcance artístico de Gasparo es significativa y demuestra que podría haber tenido éxito incluso fuera de Brescia.

### El mausoleo de Martinengo

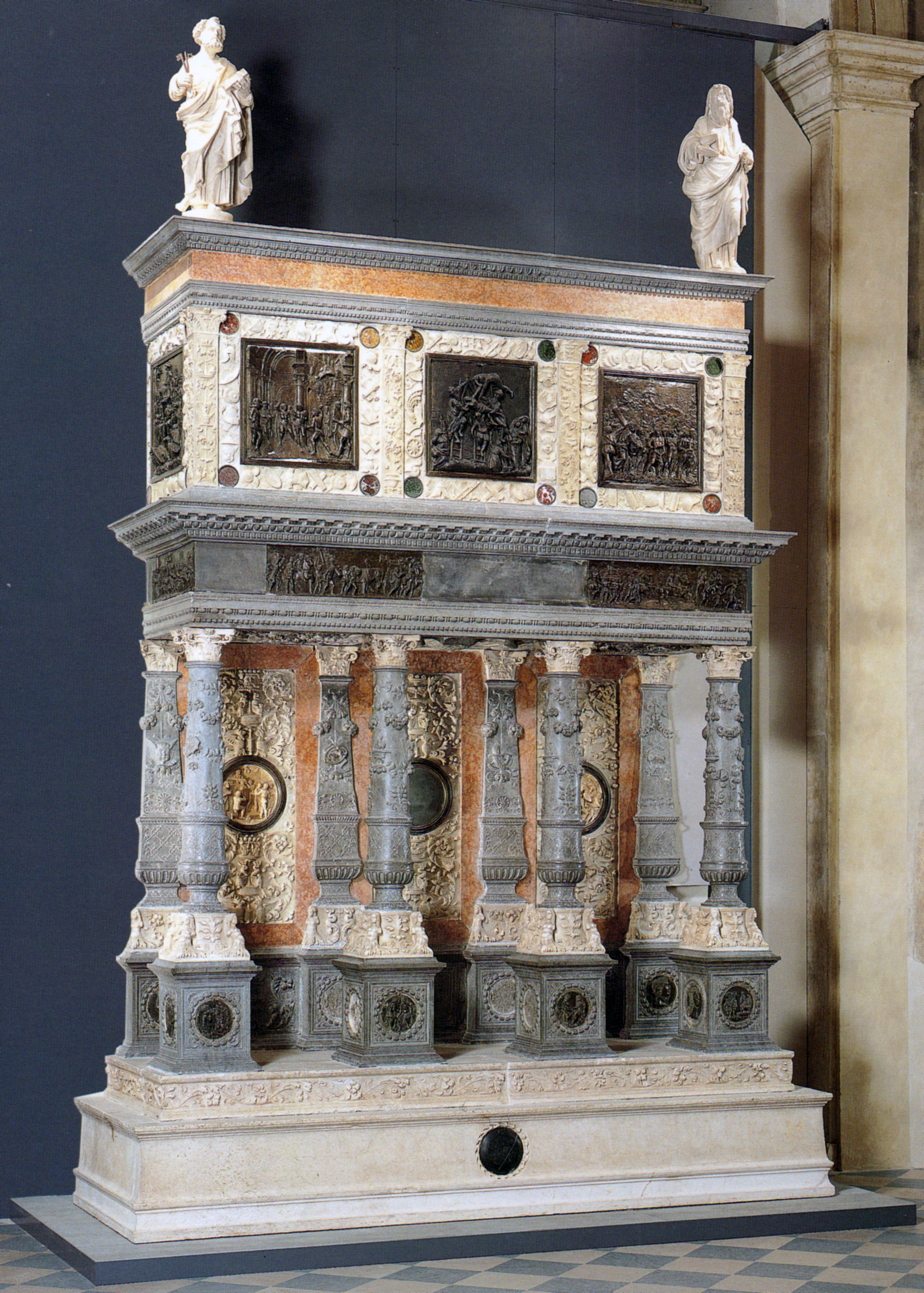
El mausoleo de Martinengo (1503-1518)

Una de las cuestiones sobre los últimos años de la carrera de Cairano es la de la realización del mausoleo Martinengo, el mayor monumento funerario del renacimiento bresciano. El encargo al joyero y escultor Bernardino delle Croci por parte de los hermanos Francesco y Antonio Il Martinengo de Padernello data de 1503, con un plazo de tres años para su realización. La tumba debía albergar los restos de Bernardino Martinengo, el padre de ambos, que había dejado un legado para la obra a su muerte en 1501 o 1502. Sin embargo, en 1516 seguía sin estar terminada, cuando delle Croci recibió un nuevo contrato para terminarla antes de enero de 1518. Las causas del retraso parecen haber sido, en primer lugar, una disputa comercial entre el joyero y los clientes, y en segundo lugar la guerra de 1512, que seguramente ralentizó los trabajos, aunque no los detuvo del todo. Hasta 1516, tras la reconquista de Brescia por la república veneciana, no se llegó a un nuevo acuerdo definitivo. Los documentos están incompletos, pero de hecho el monumento fue terminado e instalado en la iglesia del Corpus Christi, probablemente dentro de los términos del contrato.

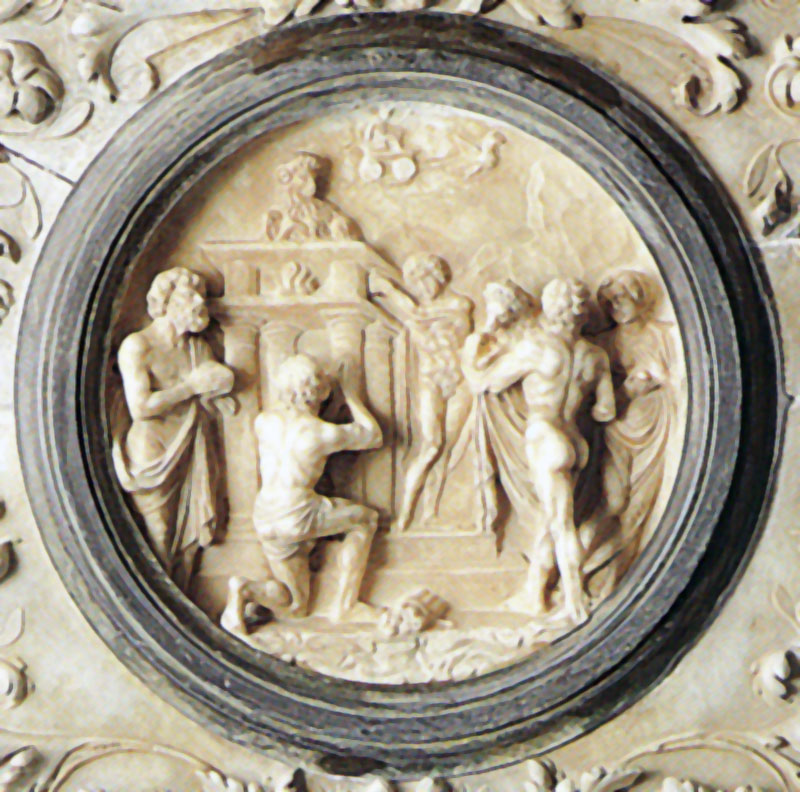
Mausoleo de Martinengo, Escena de sacrificio (posterior a 1510)

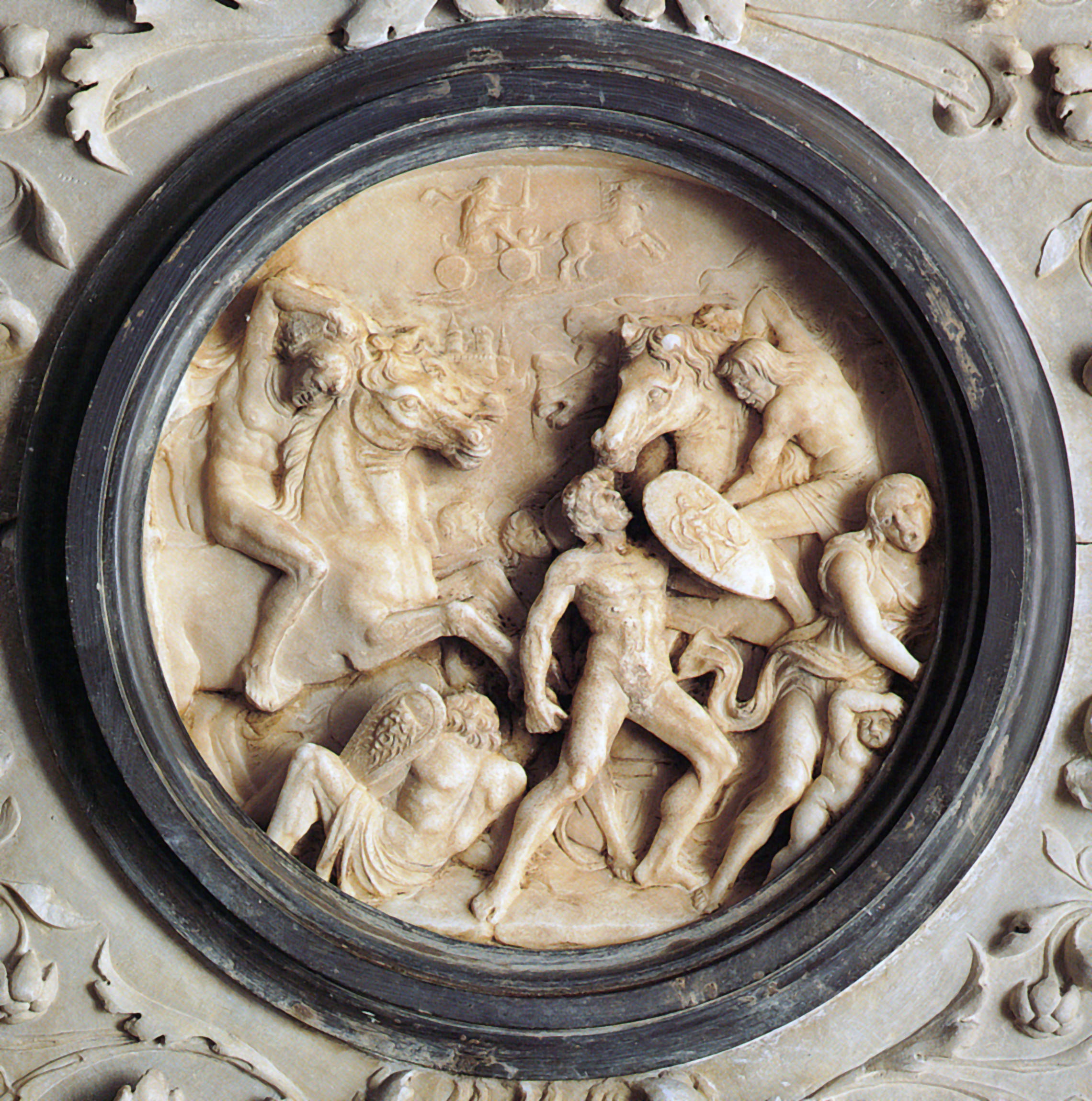
Mausoleo de Martinengo, escena de batalla (posterior a 1510)

La documentación de las distintas fases de la construcción no menciona a nadie más que a Bernardino delle Croci, pero no está claro si realmente tenía las habilidades para crear una estructura escultórica de este tipo. Una revalorización del arte bresciano de la época, así como la clara evidencia del estilo, han llevado a los críticos a asignar a Cairano la ejecución de las partes de piedra del monumento, limitando la participación de delle Croci únicamente a las inserciones de bronce. El joyero, en consecuencia, asumió todo el encargo de Martinengo pero confió las partes que no eran de su competencia, de hecho la mayor parte del monumento, al estudio de Cairano.
Nótese que el contrato final con delle Croci fue en 1516 mientras que Cairano murió en 1517: si Cairano efectivamente trabajó en el monumento, se puede deducir de los documentos que no habría tenido tiempo suficiente para terminarlo completamente dentro del plazo, y en consecuencia una gran parte del mismo debía haber sido hecho antes de esta fecha. Esto significa admitir la participación de Cairano antes de 1516, lo que no está atestiguado en los documentos. En efecto, el mismo contrato de 1516 afirma que la obra estaba incompleta cuando se instaló en la iglesia; se desconoce cuál era su estado en ese momento; y los restos de Bernardino Martinengo ya estaban alojados en él desde el año anterior. La implicación es que el progreso del monumento pudo haber estado casi terminado, al menos en la estructura y los componentes arquitectónicos. El carácter incompleto al que aluden los documentos de 1516 se refiere probablemente a los insertos decorativos de diversa índole, incluidos los bronces que se deben definitivamente a della Croci
Un minucioso análisis estilístico de la ornamentación del monumento, en particular de las figuras dentro de los círculos de la Escena de la Batalla y la Escena del Sacrificio, revela una sorprendente sensibilidad por el bronce por parte de Cairano, y un amplio margen para la reinterpretación y la mezcla de estilos. Esto surgió de una respuesta sensata al contexto en el que se diseñó e implementó el mausoleo. Sin precedentes en Brescia fue la combinación de bronce y piedra, el primero bajo la supervisión de Bernardino delle Croci, quien ciertamente tenía un vasto catálogo de referencias a obras antiguas y contemporáneas, todas las cuales se citan en las rondas mayores y menores en la base. Es difícil excluir a Cairano de la influencia de tanto clasicismo, pero la única Escena del sacrificio atestigua la sofisticación de su cincel y la innovadora combinación de escultura y bronces en torno a 1510, fecha a la que también puede adscribirse gran parte del aparato lapidario restante.

### Obras posteriores a 1510

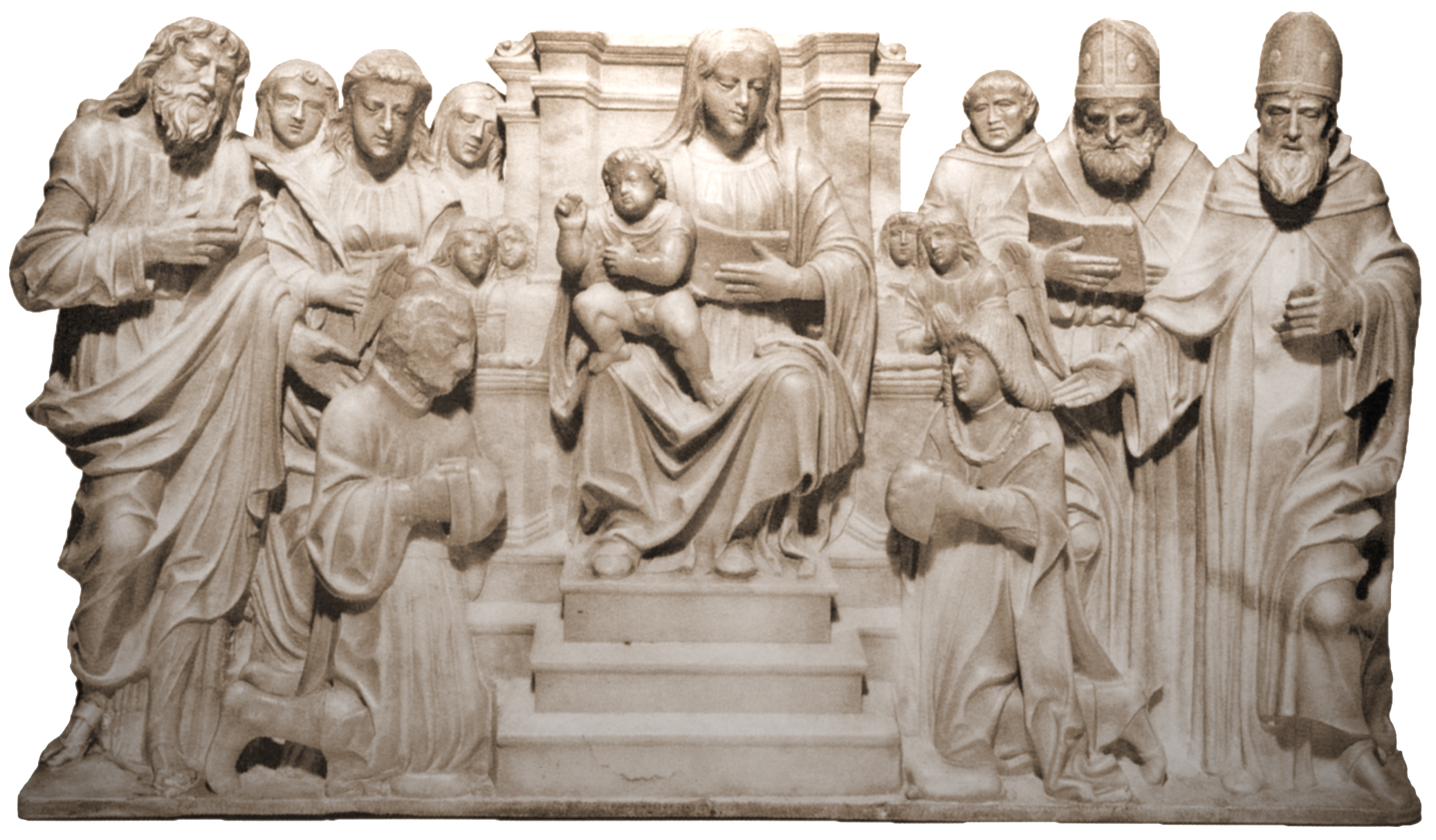
El Pala Kress (c. 1505-1510)

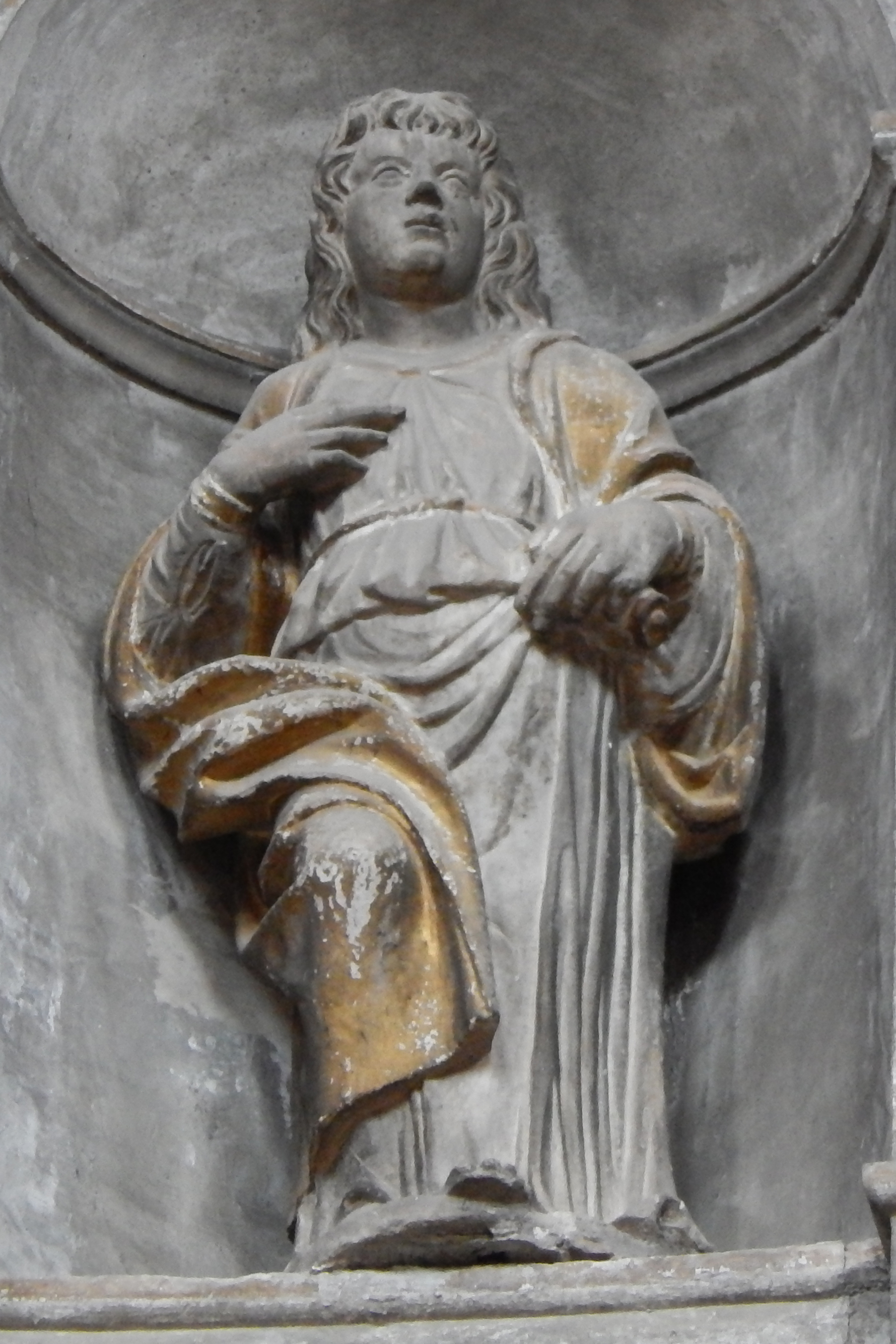
Santo entre los Apóstoles de Santa Maria dei Miracoli (c. 1510-1515)

Consideraciones estilísticas sitúan a mediados de la segunda década del siglo XVI una serie de obras, generalmente pequeñas estatuas, relieves o fragmentos sacados de su contexto original y dispersos en diferentes lugares. Aún no está claro si estos artefactos se debieron a Cairano o al resultado inmediato de sus colaboradores, por ejemplo, su hijo Simone. Se trata de obras en las que se desdibuja el límite entre la madurez del arte de Cairano y el trabajo de taller, y el discernimiento depende de un análisis del desarrollo de Cairano desde sus obras más tempranas, como el Santuario de los Milagros y la Logia, combinado con claros intentos de actualización cultural. Es el caso, por ejemplo, de la Lamentación sobre Cristo muerto de Cairano conservada en el Museo de Arte Antiguo de Milán, y del Descendimiento de la cruz en el Museo de Santa Giulia de Brescia, que parecen señalar modelos pictóricos de Giovanni Bellini y Girolamo Romani . Otra obra destacada, fechada en la primera década del siglo, es la denominada Pala Kress de la National Gallery of Art de Washington, DC
Después del contrato de 1513 para la entrada de la catedral de Chiari, Cairano ya no se nombra en ningún documento conocido. El primer texto relevante que sigue, por orden cronológico, es una póliza de valoración en 1517 de Bianca, su esposa, en la que se afirma que ya es viuda. La muerte de Cairano se sitúa entonces entre estas dos fechas, probablemente hacia 1515 o un poco más tarde.

### Legado artístico
Existe alguna documentación que nos permite reconstruir una genealogía de artistas posteriores a Gasparo, desde su hijo Simone en adelante. Aunque hay poca información disponible sobre Simone, parece que ninguna obra se le atribuye directamente; más bien, parece haber trabajado como constructor cuando estaba fuera del taller de su padre. En una factura fechada en 1534, Simone declara su edad de 38 años, nacido en 1496, y de unos veinte años a la muerte de su padre. También cita a su primogénito Gasparo, de doce años, a su vez escultor, y a su esposa Catlina, hermana del grabador Andrea Testi de Manerbio. Una hija de Gasparo, Giulia, se convirtió en la esposa de un alfarero artesano, mientras que un tercer hijo, Giovanni Antonio, era un orfebre cualificado, como se indica en una escritura que relaciona a Stefano Lamberti y Bernardino delle Croci
A la luz de estos datos, es poco probable que Cairano, a su muerte, pudiera transmitir un legado artístico que asegurara la supervivencia de su taller, a pesar de haber formado a su hijo y a otros colaboradores, así como a artistas como Ambrogio Mazzola, cuya Virgen con el Niño, firmada y fechada en 1536 y conservada en el Victoria and Albert Museum de Londres, muestra claramente la influencia del estilo de Cairano de treinta años antes. Parece un homenaje nostálgico e ingenuo a un maestro, que aparentemente había legado una huella artística que sus colaboradores no sólo replicaron incansablemente, sino que se sintieron incapaces de evolucionar más.

## Gasparo Cairano en el Renacimiento de Brescia
La comprensión de la personalidad artística de Gasparo Cairano tiene que estar mediada por una adecuada contextualización de la escena artística contemporánea de Brescia. Se puede hablar de un artista novato en sus inicios, cuando el emigrante lombardo, como muchos de sus contemporáneos, llegó a Brescia durante la innovadora construcción de Santa Maria dei Miracoli e inició una exitosa carrera. Ese momento histórico, con el municipio en busca de artistas innovadores, fue también beneficioso: demostró ser capaz de interpretar en piedra la jactancia de los altos cargos, públicos y privados, de la Brescia renacentista. Rápidamente se convirtió en el principal innovador de la práctica escultórica en la región, superando continuamente a la ya débil competencia, que aparecía principalmente en la forma de Sanmicheli y Antonio della Porta.

### Competidores: Cairano y Sanmicheli

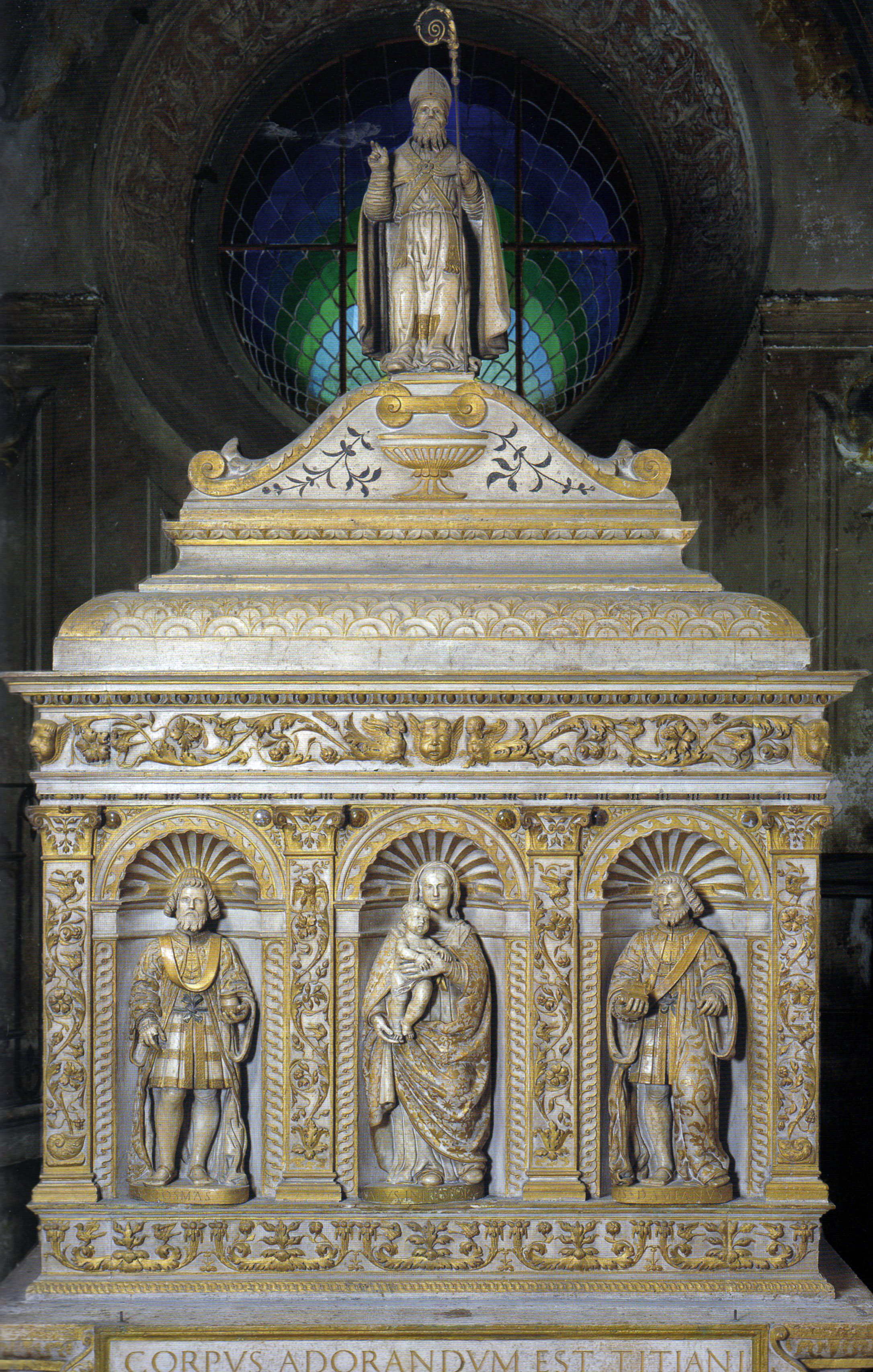
Estudio de Sanmicheli, Arca de San Tiziano (1505)

La competencia que se desarrolló rápidamente entre Cairano y los expertos del estudio Sanmicheli es evidente en las obras de arte y su secuencia cronológica. Habían sido las principales personalidades artísticas de la ciudad al menos desde el comienzo de la construcción de Santa Maria dei Miracoli y terminaron suplantados por el surgimiento del nuevo maestro escultor. El primer testimonio documental de la compañía de los hermanos Sanmicheli, Bartolomeo y Giovanni, originarios de Porlezza en el lago de Como, aparece en la década de 1480 en Verona ; a finales de siglo, habían obtenido importantes encargos en varias ciudades del norte de Italia.
Es muy probable que los escultores también operaran en Brescia porque se sabe que Bartolomeo residió allí al menos entre 1501 y 1503, y una presencia tan prolongada solo puede justificarse admitiendo la existencia de importantes encargos locales. Hay razones para creer que la organización Sanmicheli debería tener raíces más profundas en Brescia durante los dos años mencionados, desde la construcción de dei Miracoli hasta la de Loggia. Con la Logia, sin embargo, el talento maduro de Cairano irrumpió en la escena artística bresciana, y su poderosa secuencia escultórica de los Césares atestigua la decadencia de Sanmicheli, cuyo estilo ornamentado ya no interesaba al municipio y la nobleza.
Posiblemente en los últimos años del siglo XV, los Sanmicheli participaron en la decoración en piedra de la capilla de Caprioli en la iglesia de San Giorgio, para la que Cairano, casi simultáneamente, preparó su Adoración, demostrando por primera vez fuera de la Logia una cooperación entre los dos estudios. Bartolomeo Sanmicheli, a principios del nuevo siglo, intentó en ese momento reaparecer en la escena artística local con el Arca de San Tiziano de 1505, caracterizada por una fuerte calidad decorativa. Posiblemente también aspiraba al encargo del arca de San Apolonio, que estaba en juego desde el descubrimiento de las reliquias del santo obispo en 1503. En el mausoleo de Martinengo se puede suponer una participación temprana de Sanmicheli, pero el encargo se adjudicó a Bernardino dei Crossi en 1503. Sin embargo, por el carácter decorativo predominante en el monumento, mucho más rigurosamente clásico, puede atribuirse a Cairano
También hacia 1505 se inició la reconstrucción de la iglesia de San Pietro in Oliveto, un encargo que probablemente ganó Sanmicheli. Obsérvese que los relieves son las únicas obras figurativas que hay, además de las finas tallas de las pilastras y los marcos de las capillas, una especialidad de los Sanmicheli que ya no respondía al gusto contemporáneo. La respuesta definitiva de Gasparo no se hizo esperar: con el arca de Sant'Apollonio de 1508, estableció de una vez por todas su superioridad artística, que por entonces era ciertamente mucho más preferida por la clientela bresciana
Por esta época, quizás a causa de las grandes y definitivas obras de Cairano, el Sanmicheli partió de Brescia para no volver jamás. En Casale Monferrato, Bartolomeo murió dos años después. Matteo, que comenzó junto a su padre, continuó y terminó su carrera en el Piamonte, cerca de Turín, donde dejó muchas de sus obras más conocidas.

### Relaciones con Tamagnino
Una fuerte competencia similar se estableció muy probablemente entre Gasparo Cairano y Antonio della Porta (Tamagnino), que debutó en Brescia (en términos documentales) junto a Cairano con su ciclo de doce ángeles para la primera cúpula de Santa Maria dei Miracoli, entre el 24 de diciembre de 1489 y el 3 de mayo de 1490. No está claro qué llevó a este artista milanés a Brescia. Pertenecía a una familia de escultores, y entre 1484 y 1489 se sabe que trabajó en Milán y Pavía para los Sforza, en estrecho contacto con Giovanni Antonio Amadeo. Sin embargo, su debut como escultor figurativo en Santa Maria dei Miracoli se debe a los Sanmicheli, que se especializaron normalmente en el campo de la escultura decorativa y carecieron de ella. Hay que tener en cuenta que el propio Gasparo Cairano también apareció por primera vez en la escena artística como escultor figurativo bajo los Sanmicheli: creó su secuencia de doce Apóstoles en el mismo proyecto.
La colocación de los Ángeles y los Apóstoles, así como la afinidad entre ellos, sugieren que tanto Tamagnino como Cairano obtuvieron tempranamente la propiedad de las obras internas de Santa Maria dei Miracoli, aunque al final recayó en Cairano. Técnicamente, sin embargo, los Ángeles de Tamagnino son muy superiores a los Apóstoles . Además de los Ángeles, Tamagnino también entregó cuatro bustos para la pechina de la primera cúpula de la iglesia, titulada Dottori della Chiesa, y dos redondeles más pequeños para el friso de la nave. Pero por estas construcciones, tres de las cuales eran monumentales, y los Ángeles, el escultor recibió una compensación menor que Cairano por sus Apóstoles .
Se sabe que Tamagnino abandonó Brescia mientras la construcción del santuario estaba en curso, y evidentemente descubrió que su trabajo estaba infravalorado y mal pagado. Las razones del sesgo no están claras, pero es posible que Cairano disfrutara del favor local, especialmente de los directores de la empresa que encargó el santuario, lo que le permitió prevalecer sobre Tamagnino a pesar de la superioridad técnica de este último. Tamagnino ganó entonces el prestigioso contrato para la fachada de la Certosa de Pavía, que se instalará bajo la égida del padre Amedeo y Antonio Mantegazza . El pacto societario entre el artista y los dos escultores se fortaleció en mayo de 1492, proporcionando a Tamagnino una experiencia formativa única, así como un notable salto en su carrera.
En 1499, los franceses conquistaron el Ducado de Milán, lo que provocó una diáspora de artistas de la ciudad a todo el norte de Italia y más allá. Tal vez esta sea la razón del regreso de Tamagnino a Brescia. Un proyecto tentador fue el encargo del Palazzo della Loggia, en el que participó entre noviembre de 1499 y junio de 1500. Las obras escultóricas que habían comenzado en la Loggia en 1492, cuando Tamagnino había dejado Brescia, eran ahora la hegemonía de Gasparo Cairano, durante algunos años considerado escultor de corte por los grandes brescianos, tanto públicos como privados.
Los dos artistas, por tanto, una década después de su debut mutuo, volvieron a competir por el encargo más prestigioso del momento en Brescia. La cualificación de Tamagnino, casi única, era la de haber realizado gran parte de la decoración de la fachada de mármol de la Certosa de Pavía, mientras que Gasparo Cairano aprovechaba un espectacular salto de calidad artística, que ya había producido los primeros césares en el Palazzo público.
La documentación existente permite seguir la competición con mayor claridad que en el caso del santuario dei Miracoli, y las obras entregadas, sus fechas y sus respectivos pagos se prestan a interesantes análisis. A la llegada de Tamagnino en 1499, Cairano ya había entregado al menos cinco Césares diferentes y otro material pétreo, pero sólo está documentado el pago de un solo busto, ya que su atención estaba completamente ocupada por dos gigantescos trofeos angulares que había comenzado recientemente. En noviembre de 1499, Tamagnino entregó cuatro Césares y tres bustos leoninos, lo que demuestra su calibre y escala de producción..
Pero en los siete meses siguientes, Cairano registra sucesivos anticipos y saldos por trofeos en plena producción que no afectan a sus otros trabajos, mientras que Tamagnino sólo realiza dos Césares y diecisiete bustos leoninos. La realización de bustos leoninos se consideraba repetitiva y podía encomendarse a canteros de escaso calibre, y Tamagnino recibía una remuneración muy inferior a la media recibida por Cairano por artefactos del mismo tipo.
Los seis Césares de Tamagnino fueron relegados a las áreas menos frecuentadas del edificio: en la parte trasera, sur y oeste. El sexto busto era de peor calidad que el resto del ciclo, y se supone que Tamagnino pretendía burlarse de sus clientes que por segunda vez en Brescia habían subestimado su habilidad y subestimado su trabajo. Después de estos hechos, Tamagnino abandonó Brescia, probablemente para no volver nunca más, dejando a Cairano como el principal escultor de la ciudad.

## Olvido crítico

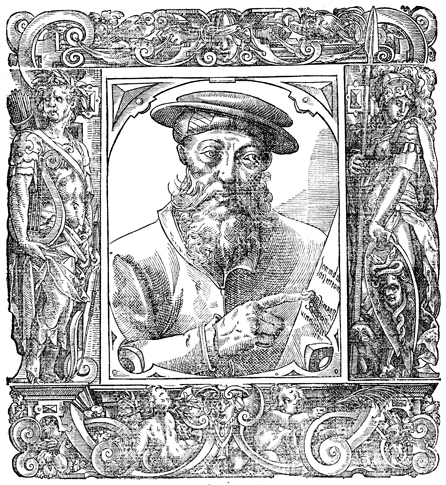
Retrato de Pomponio Gaurico, el primer erudito en elogiar la obra de Cairano en vida del artista, en 1504

A pesar de la modernidad y el mérito de las obras producidas y de la capacidad de sus protagonistas, la historiografía de la escultura renacentista en Brescia nunca pudo ganarse los honores de la cultura artística y literaria, ni en su momento, ni en los siglos posteriores, siendo olvidada incluso por las fuentes locales. La causa principal hay que buscarla en una larga serie de errores y omisiones que se produjeron en la literatura crítica desde los primeros tiempos hasta el siglo XX, y que condujeron a la incomprensión del nivel y la calidad cultural alcanzados por la escuela de Brescia durante los treinta años transcurridos desde el cambio de siglo XV, y al olvido de sus protagonistas
El principal factor que contribuyó al olvido crítico fue la pérdida de documentos de archivo o, incluso, de la propia obra de arte, a menudo desmembrada si no destruida. Sólo en la segunda mitad del siglo XX, con el apoyo de nuevos estudios y el redescubrimiento de fuentes archivísticas, se ha revelado la maestría de Gasparo Cairano. Si bien se ha reconstruido un catálogo de sus obras de arte en el marco del Renacimiento en Brescia, la historia completa sigue adoleciendo de lagunas y aún quedan acontecimientos por esclarecer

## Obras
La carrera de Cairano abarca poco más de dos décadas (hacia 1490-1510), un periodo relativamente corto, durante el cual, además, la mayoría de las obras producidas se concentra en la última década. Entre ellas, casi tres cuartas partes son encargos religiosos, ejecutados principalmente por la mayor financiación disponible de tales fuentes y la mayor probabilidad de su conservación en el tiempo. Numerosas esculturas proceden también de encargos privados, especialmente de tumbas funerarias, así como de ciclos seculares como el de los Césares. En muchas obras hay un evidente, y a veces abrumador, componente arquitectónico que indica la cuidadosa preparación realizada por Cairano en este campo. Cairano fue alabado, como por ejemplo por el municipio de Chiari, donde se le nombró explícitamente lapicida architectum et ingeniarum optimum.
La gran cantidad de fragmentos y esculturas aisladas atestiguan las numerosas obras perdidas y las que llegaron a nosotros sólo de forma incompleta, que eran claramente de considerable mérito artístico. Ninguna de ellas se menciona en los documentos de archivo, aparte de las esculturas que acompañaban a la Adoración de Caprioli. En cambio, la capilla de San Pietro de Dom, encargada a Gasparo Cairano en 1504, es la única obra documentada del escultor que se ha perdido por completo.